# Mesures de trafic
Une Station de mesure du trafic routier est capable d'élaborer et de fournir ou transmettre une ou plusieurs mesures de trafic.

## Types de capteurs
Les mesures produites et utilisables dépendent de la grandeur physique utilisée pour convertir l'occurrence du passage d'un véhicule automobile en une valeur utilisable par les exploitants ou les machines, donc des types de capteur de trafic utilisés.
Le capteur le plus largement utilisé est la boucle électromagnétique constituée de 3 ou 4 spires de fil de cuivre enfouies dans la chaussée. Cette boucle constitue la partie inductive d'un circuit oscillant.
Lorsqu'une masse métallique (le véhicule) passe sur la boucle, la variation d'inductance qui en résulte produit divers effets sur l'oscillation; L'électronique associée est ainsi capable de fournir un signal électrique ou un contact dès l'entrée du véhicule au droit de la boucle, et un autre signal à la sortie.
D'autres grandeurs physiques peuvent servir à détecter la présence, le passage, la vitesse, etc. des véhicules; par exemple la rupture d'un rayon lumineux, l'écho d'une onde sonore ou d'une onde électromagnétique, le son, la chaleur, ou la lumière émis par le véhicule, le poids ou la pression sur la chaussée, etc. de nombreux capteurs en découlent, plus ou moins performants ou contraignants, par ex. la cellule photoélectrique sensible, le laser, le sonar, le radar à effet Doppler, le microphone, la caméra vidéo, le tuyau en caoutchouc creux, le câble piezo-électrique enfoui, etc. Mais la boucle électromagnétique est à l'heure actuelle considérée comme le capteur le plus simple, le plus fiable et le moins cher.

## Réseau SOL2
La boucle électromagnétique est le capteur principalement utilisé dans les stations de recueil de données de trafic SOL2 du réseau national de recueil SIREDO sur route ou sur autoroute. Certaines boucles plus étroites sont utilisées pour détecter seulement les essieux et non tout le véhicule. La station SOL2 authentique supporte actuellement au choix 1 ou 2 boucles de présence, plus 1 boucle d'essieu optionnelle par voie de circulation. Elle peut ainsi générer jusqu'à 11 mesures différentes appelées mesures microscopiques pour chaque véhicule capté.
Les mesures de trafic routier ont fait l'objet d'une normalisation AFNOR qui fixe leur définition exacte et leur appellation codée sur 2 caractères alphabétiques (NF P-99-300).
Lorsqu'une voie de circulation est équipée d'une boucle de présence unique, les mesures de trafic suivantes peuvent être générées pour chaque véhicule roulant dans le champ de capture :
- l'heure de passage HI
- la voie de circulation CI
- le temps inter-véhiculaire II
- le temps de présence sur le capteur TI

Lorsqu'une voie de circulation est équipée d'un deuxième capteur de présence, les mesures de trafic supplémentaires suivantes peuvent être générées :
- la vitesse VI
- la longueur LI
- la distance inter-véhiculaire DI

Lorsqu'une voie de circulation est équipée d'un troisième capteur d'essieu (boucle ou à pression), les mesures de trafic supplémentaires suivantes peuvent être générées :
- la catégorie en silhouette du véhicule KI
- le nombre d'essieux élémentaires NI

Lorsqu'une voie de circulation est équipée d'un troisième capteur d'essieu à pression, les mesures de trafic supplémentaires suivantes peuvent être générées :
- le poids total roulant PI
- le poids de chaque essieu PE

La précision des mesures fournies à l'aide des boucles est excellente lorsque leur pose a été faite soigneusement et selon les tolérances dimensionnelles prescrites par la norme NF P 99-301.

## Autres mesures de trafic
Pour des besoins ou études particulières, on peut utiliser d'autres capteurs plus commodes à positionner, ou plus précis ou fournissant des paramètres ou mesures qui ne sont pas fournis autrement.
Par exemple les caméras vidéo déjà en place pour la vidéo-surveillance ou la DAI (détection automatique d'incident) peuvent servir de capteur à un analyseur d'image ou de formes, capable d'identifier le type de véhicule, sa couleur, constructeur, sa plaque numéralogique JI, sa vitesse, etc.
Lorsque la vitesse individuelle est l'unique mesure nécessaire (pour du contrôle-sanction-procès-verbal par ex.) le radar à effet doppler est une alternative fournissant la vitesse avec une excellente précision.
D'autres mesures, appelées mesures spatiales, sont quasiment impossibles à obtenir en pratique avec des moyens automatiques, quoi que fréquemment utilisées par les chercheurs dans les ouvrages théoriques sur le trafic routier, car elles permettent d'établir plus aisément équations ou algorithmes de régulation, ou d'apporter des explications sur des phénomènes complexes :
- la densité
- la concentration
- la Vitesse de groupe
- le temps de parcours

## Calcul et estimation de trafic
Là où la mesure ne peut être faite, le volume de trafic est obtenu par des procédés statistiques.
Lorsque la consommation de carburant est prise en compte, la consommation estimée et le livraison des carburants présentent un écart de 3 % à 5 %. Cet écart traduit à la fois une imprécision sur le pays d'achat du carburant et une imprécision statistique.
Sur cette base, la distance parcourue en France en 1998 est estimée à 507 milliards de véhicules-kilomètres, dont 31 % seulement sur le réseau routier national.